# 野干

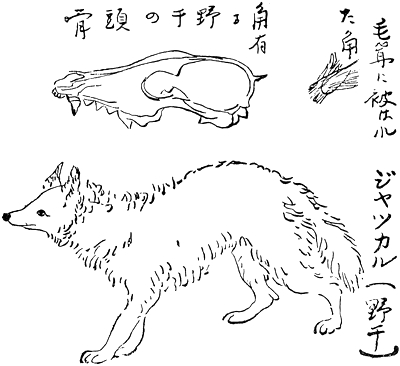
南方熊楠所著的《十二支考》中野干的插圖

野干，野犴是東亞一種傳說生物，略比狐小，會爬樹，夜啼聲像狼嚎。古時也用作狐的異名。唐朝的『本草拾遺』就有提到這種生物。